# Yamaha XJR

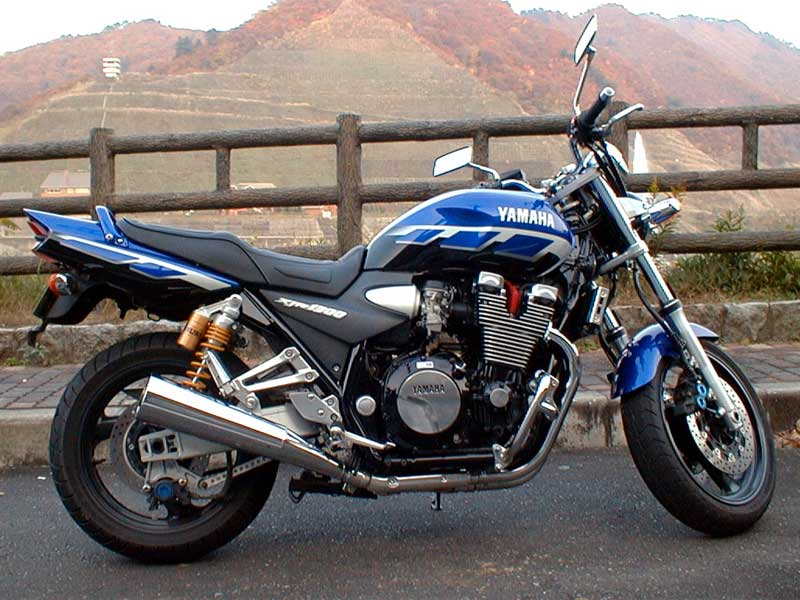
Yamaha XJR-1300

De Yamaha XJR is een motorfiets gebouwd door Yamaha van het type naked bike.

## Geschiedenis
De vier grote Japanse motorfabrikanten hadden in de jaren zeventig de zogenaamde naked bike rage opgestart. Honda had zijn succesvolle CB serie, Kawasaki de Z-serie en Suzuki bracht de watergekoelde GT 750 uit. Yamaha had veel succes met zijn RD serie motorfietsen gehad.
In 1993 was het hoog tijd voor Yamaha om met een gepast antwoord te komen op het succes dat onder andere Honda met zijn CB-1000 had. De opzet was ook hier: een jarenzeventiguiterlijk, met als krachtbron een dikke viercilinder in lijn. Wat de motor betrof had men bij Yamaha reeds het geschikte blok in de rekken: de betrouwbare en krachtige motor van de FJ 1200. Op het blok werd een nieuw uitlaatsysteem en nieuwe carburateurs gemonteerd en in 1994 rolde de eerste XJR 1200 in Japan van de band met een 4 cilinder in lijn DOHC motor met 98 pk met een maximaal koppel van 91,2 Nm.

## XJR 400
In Japan werd vanaf 1994 de XJR400 gebouwd. De Aziaten zien dit soort motorfietsen meer als brommer en de 400 wordt dan ook gebruikt om zich in het drukke stadsverkeer snel te verplaatsen. In Europa wordt de 400 sporadisch gezien. De meeste van deze modellen zijn dan ook via Engeland ingevoerd. De XJR 400 heeft een 399cc-blok met 53 pk bij 11000 tpm, een koppel van 35 nm bij 9000 tpm, een 6-bak en een gewicht van 200 kg.

## XJR 1200
De XJR 1200 kwam in Europa in 1995 op de markt. In 1996 werd op het nieuwe model al een aantal aanpassingen gedaan zoals de bediening van de choke, die werd verplaatst van de carburateurs naar het stuur. In 1997 volgde een modificatie van de starter.  Vanaf 1997 werd de XJR geleverd in twee versies. De "normale" en de SP. Belangrijkste verschillen, buiten de kleuren, waren de betere ophanging van de SP en het beter gepolsterde zadel. Terwijl de normale versie enkel achteraan instelbare veervoorspanning had, had de SP Ohlins dempers achteraan en een instelbare voorvork. In 1998 kreeg de normale versie ook de instelbare voorrem- en koppelingshendel van de SP. De eerste SP-modellen waren in 1997 de XJR 1200 SP King Replica. Deze SP was gebaseerd op de drievoudige 500cc-wereldkampioen Kenny Roberts senior en in de Roberts kleuren zwart/wit/geel gespoten.  Dit type heeft nog steeds een grote schare fans. De SP van 1998 is beter bekend als de Sarron, gebaseerd op de 250cc-wereldkampioen Yamahacoureur Christian Sarron. De Sarron en de Kenny waren afgeleid van de in Frankrijk verreden XJR Cup waar diverse GP-coureurs met deze motoren races reden.

## XJR 1300
Het model voor 1999 bracht grote veranderingen door een vergroting van de cilinderinhoud naar 1300 cc. Dit werd bereikt door de doorsnede van de cilinders met 2 mm te vergroten. Het cilinderblok was van aluminium vervaardigd en in de cilinders voorzien van een harde laag. De voorvork kreeg een voorspanninginstelmogelijkheid en de remmen dat jaar waren afkomstig van de R1. Er werden wat uiterlijke veranderingen gedaan aan het achterlicht en de zijkastjes kregen een iets andere vorm. De SP-versies van 1999 werden bekend als de AMA en de Blue Sarron. In 2000 werden er geen significante veranderingen gedaan aan de standaardversie. Wel kwam het eerste 1300 SP-model (Sports Production) op de markt. De SP was ongeveer 700 gulden duurder dan een standaard XJR. Voor dat geld had men in principe een standaard XJR, maar dan een speciale kleur en een ander luxer zadel. De meest significante en merkbare verandering waren de nieuwe Öhlins achterschokdempers. 2001 gaf geen veranderingen in zowel de SP- als standaardversies.
In 2002 kwam er een eind aan de standaard- en SP-modellen en werd er nog maar één model geleverd. De motor had Ohlins schokbrekers, maar niet het SP-zadel en onder andere de verchroomde claxon. Wel met een nieuwe achterrem, nieuw tankdesign, nieuwe carburateurs en nieuwe uitlaatcollector. Reden voor de nieuwe carburateurs: strengere emissienormen waardoor ook op de XJR extra zuurstof wordt toegevoegd aan de uitlaatgassen. Dit had een vermindering van het vermogen tot gevolg en werd op zijn beurt opgevangen door grotere carburateurs. De carburatie werd vergroot naar 37mm-carburateurs, kleine veranderingen werden gedaan aan wielen, achterbrug en uit een stuk bestaande remklauwen rondom. Er kwamen nieuwe kleurendesigns en een totale gewichtsbesparing van 6 kg. In 2003 veranderde er behalve in de kleuren niets aan de uitvoering. De letters Yamaha op de tank werden vervangen door het embleem met de stemvorken. Het model 2004 had een paar interessante wijzigingen in petto waaronder de wielen van de Fazer 1000, nieuwe remschijven en een herwerkte remcilinder. Voor- en achtervering werd af fabriek stijver ingesteld, het instrumentenbord kreeg er een display met een tankmeter met lcd-aanwijzing bij en een startonderbreker, en ook een katalysator in de uitlaat.
In 2006 krijgt de XJR een elektronische startonderbreking gemonteerd. In 2007 werd het motorblok uitgevoerd met een elektronische inspuiting en werd de voorvork volledig instelbaar. Het uitlaatsysteem werd voorzien van Yamaha's EXUP-systeem. Er zijn nu twee ronde achter-/stoplichten afkomstig van de vorige R6 en witte knipperlichten. 2008 gaf wederom geen veranderingen behalve de kleur. In 2009 kwamen er cosmetische aanpassing qua zadel en een ander kleurenschema en er kwam een meer regelbare Ohlins achtervering.

## Kleuren en jaartallen
Kleuren van de diverse modellen waren 1995 tot 1996 rood en zwart. In 1997 werd de kleur midnight blue toegevoegd. De SP Kenny was in de kleuren zwart-wit-geel van GP-coureur Kenny Roberts senior gespoten en dit type heeft dan ook nog steeds een grote schare fans. In 1998 werden de kleuren grijs en zwart geleverd en de SP in de blauwe kleuren van GP-coureur Christian Sarron. In 1999 werd de XJR geleverd in zwart en cyaan metallic en de twee SP-versies in AMA-design of Blue Sarron. In 2000 wederom grijs en zwart en de SP-versies in rood en blauw design wat in 2001 gevolgd werd door geel en blauw. De 2002-versies werden in zwart, grijs en blauw design geleverd, wat in 2003 opgevolgd werd door geel, zwart en blauw design. In 2004 was er keus uit twee kleuren, zwart en blauw-zwart. In de jaren 2005 en 2006 zijn de kleuren van de XJR zwart en blauw.
In Japan wordt in 2005 een Anniversarymodel uitgebracht ter gelegenheid van het 50-jarig jubileum van Yamaha in het retro Kenny design. 2007 bracht wederom zwart en lichtblauw, terwijl de laatste in 2008 werd afgewisseld met de kleur wit. 2009 Zilvergrijs met blauwe lijnen en een geel N° 1-logo, gouden wielen & dito remklauwen. In 2015 kwam er een nieuw model van de XJR uit in de kleuren zwart, grijs en blauw. In 2016 kwam er nog een 60 anniversary model uit, in de kleur zwart-geel. De kleur is gekozen in de gedachte van Kenny Roberts senior
De jaartallen van de XJR zijn dus duidelijk te herkennen aan de kleurenschema's die zijn te vinden op de diverse info sites die dit type motor rijk is.